# جوناثان جوي
جوناثان جوي (بالإنجليزية: Jonathan Joy)‏ (29 ديسمبر 1826 - 27 سبتمبر 1889) هو لاعب كريكت بريطاني (وحمل سابقاً جنسية المملكة المتحدة لبريطانيا العظمى وأيرلندا).